# Episodi de L'uomo nell'alto castello (terza stagione)
La terza stagione della serie TV L'uomo nell'alto castello è stata resa interamente disponibile sul servizio di streaming on demand Amazon Video il 5 ottobre 2018, in tutti i paesi in cui il servizio è disponibile.
| nº | Titolo originale                      | Titolo italiano                   | Pubblicazione USA | Pubblicazione Italia |
| -- | ------------------------------------- | --------------------------------- | ----------------- | -------------------- |
| 1  | Now More Than Ever, We Care About You | Ora più che mai, ci teniamo a voi | 5 ottobre 2018    | 5 ottobre 2018       |
| 2  | Imagine Manchuria                     | Immagina la Manchuria             | 5 ottobre 2018    | 5 ottobre 2018       |
| 3  | Sensô Kôi                             | Sensô Kôi                         | 5 ottobre 2018    | 5 ottobre 2018       |
| 4  | Sabra                                 | Sabra                             | 5 ottobre 2018    | 5 ottobre 2018       |
| 5  | The New Colossus                      | Il nuovo colosso                  | 5 ottobre 2018    | 5 ottobre 2018       |
| 6  | History Ends                          | La storia finisce                 | 5 ottobre 2018    | 5 ottobre 2018       |
| 7  | Excess Animus                         | Eccesso di Animus                 | 5 ottobre 2018    | 5 ottobre 2018       |
| 8  | Kasumi (Through the Mists)            | Kasumi (Attraverso le nebbie)     | 5 ottobre 2018    | 5 ottobre 2018       |
| 9  | Baku                                  | Baku                              | 5 ottobre 2018    | 5 ottobre 2018       |
| 10 | Jahr Null                             | Jahr Null                         | 5 ottobre 2018    | 5 ottobre 2018       |

## Ora più che mai, ci teniamo a voi
- Titolo originale: Now More Than Ever, We Care About You
- Diretto da: Daniel Percival
- Scritto da: Wesley Strick

### Trama
L'azione inizia nell'autunno del 1962. In una prigione a Berlino, Joe Blake viene torturato finché non confessa di aver collaborato all'assassinio di Hitler commesso da suo padre Martin Heusmann, a cui poi spara; in seguito a ciò, Heinrich Himmler lo riabilita. Nel frattempo, i giapponesi fanno esplodere un'arma nucleare nella Monument Valley a scopo di test; Il ministro del Commercio Tagomi mette in guardia i suoi colleghi contro una corsa agli armamenti probabilmente rovinosa con i nazisti. Nel frattempo, il capo della Kempeitai Kido ordina a un sergente appena assunto di origine hawaiana di rintracciare il leader ribelle Hagan. In Colorado a Denver nella zona neutrale, Juliana Crain vive con Hawthorne Abendsen, sua moglie e con la sorellastra Trudy, quest'ultima proveniente da una dimensione parallela. Dopo essersi scoperta come una bambina di 7 anni in uno dei film di Hawthorne, è perplessa sulla possibilità, prospettatale dall'uomo, di mettersi a capo della resistenza. Juliana e Trudy impediscono a tre estranei di uccidere la coppia Abendsen, dopo di che si separano. Alla partenza, Hawthorne dice a Juliana che ha consegnato i film non bruciati a Tagomi, e che lei è presente su quasi tutti i film e che dovrebbe farseli mostrare. Prima che Juliana lasci Denver per San Francisco, riceve l'indirizzo di sua madre a Santa Fe da un irlandese intraprendente, Wyatt Price. Nicole Dormer arriva a New York per occuparsi della realizzazione della prossima campagna di propaganda dei nazisti. A New York City intanto ritorna dalla sua famiglia anche Smith, come nuovo Oberstgruppenfhurer, e partecipa a un servizio commemorativo in onore di suo figlio con il Reichsmarshall del Nord America George Lincoln Rockwell. Questi sembra complottare contro Smith con il suo assistente J. Edgar Hoover. Smith, su istruzioni di Himmler invia anche Joe Blake per spionaggio a San Francisco, camuffato come vice addetto al commercio. Questi uccide l‘aiutante di Smith, Raeder, dopo aver ricevuto i suoi nuovi documenti d'identità.

## Immagina la Manchuria
- Titolo originale: Imagine Manchuria
- Diretto da: Alex Zakrzewski
- Scritto da: Eric Overmyer

### Trama
Juliana e Trudy incontrano Tagomi e si rendono conto che è un viaggiatore tra i mondi e che i loro destini sono molto connessi. Gli Stati del Pacifico giapponesi soffrono di un embargo sul carburante segretamente causato dai tedeschi. L'ammiraglio Inokuchi cerca di stabilizzare l'Impero giapponese trattando con indulgenza la popolazione nativa, riducendo la severità e cercando di convincere la gente del posto della superiorità della cultura giapponese. Dopo aver appreso che i tre delinquenti nazisti in Colorado furono assassinati dai loro bersagli, Himmler fa pressioni su Rockwell per trovare gli assassini. Juliana e Trudy cadono accidentalmente nelle grinfie di Kido, ma grazie all'interessamento dell'ammiraglio Inokuchi sono affidate alle cure di Tagomi. Kido fa fatica a credere che Trudy non sia la stessa persona che ha giustiziato. Nel frattempo, Kido è sempre alla ricerca di Hagan. Helen Smith piange suo figlio e va in psicoterapia. Rockwell ritiene che Himmler voglia sostituirlo come Reichsmarschall con John Smith. Hoover informa Rockwell che John Smith potrebbe aver coperto la malattia ereditaria di suo figlio uccidendo il medico. Anche a causa di un articolo di giornale sulla malattia ereditaria, la coppia Smith ha paura che la patologia possa colpire l'intera famiglia. Helen sospetta che la vedova del dottore abbia tramato contro la sua famiglia e la uccide accidentalmente in una lite. Blake entra in servizio come Vice Addetto commerciale a San Francisco con il nome di Joe Cinnadella e riceve il suo primo ordine segreto. Smith è alla ricerca di Raeder. Trudy in presenza di Juliana e Tagomi, ritorna nella sua dimensione.

## Sensô Kôi
- Titolo originale: Sensô Kôi
- Diretto da: Ernest Dickerson
- Scritto da: Chris Collins

### Trama
Come agente segreto al servizio di Himmler, Joe Blake uccide un uomo coinvolto nel complotto Heusmann a San Francisco. Kido indaga sull'omicidio. Nel frattempo, Juliana guarda i film con Tagomi. In uno di questi, viene uccisa in una miniera da Joe Blake. Nonostante il pericolo di essere scoperto da Kido, Tagomi la accompagna a un ricevimento serale con i nazisti dell'ambasciata, dove incontra di nuovo Joe. Poco dopo, decide di indagare sulla miniera nel film per scoprire di più. Nel frattempo, John Smith nasconde l'omicidio commesso da Helen della moglie del medico Adler e incolpa un criminale professionista. John e Helen Smith partecipano con riluttanza ad una festa per presentare l'ultimo film di Nicole, che glorifica il defunto Thomas Smith come modello nazista e serve anche a costruire l'avvenire di John Smith come futuro Reichsmarschall. Poco dopo la dimostrazione, Hoover annuncia a Himmler la sua convinzione che John Smith abbia assassinato il medico di Thomas per mantenere segreta la malattia ereditaria. John Smith visita l'Ahnenerbe Institute, dove lavorano ricercatori nazisti. È compito di John, per volere di Himmler, scegliere e visionare alcuni film che erano in possesso del Führer. Più tardi, John scopre suo figlio in uno dei film. Il Dr. Mengele mostra a Smith nell'istituto, come prova dell'esistenza del multiverso, un viaggiatore di nome Fatima Hassan, proveniente da un altro mondo. Sampson incontra Childan in un bar della zona neutrale, ma viene ascoltato da un cacciatore di ebrei e poco dopo viene costretto con un'arma a guidare verso un nascondiglio ebraico. Childan è ansioso di tornare a San Francisco, perché le rappresaglie giapponesi si sono fermate, ma una nuova storia d’amore rende Ed riluttante ad andarsene. Mentre tenta di attraversare il confine, Hagan viene arrestato dai giapponesi e successivamente torturato dalla Kempeitai, a cui rivela che Frank Frink è vivo.

## Sabra
- Titolo originale: Sabra
- Diretto da: John Fawcett
- Scritto da: Eric Simonson

### Trama
Sampson porta il cacciatore di ebrei nell'insediamento di Sabra, dove anche gli ebrei si nascondono. Quando il cacciatore di taglie scopre un prete come ebreo, viene colpito da Lila Jacobs, un'amica del Frank Frink mezzo sfigurato, che disegna e produce manifesti a sostegno della resistenza. Joe Blake spara a Howard Wexler, che è un disertore del Reich tedesco, e prende possesso di una valigia con informazioni su un mondo secondario. Pertanto, Himmler lo elogia in una telefonata per aver soffocato i piani dei giapponesi di copiare sul nascere il progetto del sub-mondo di proprietà nazista. Himmler lo esorta anche ad agire contro Tagomi, perché è parzialmente responsabile della diserzione di Wexler. John ed Helen sono in lutto per il loro figlio, John le permette dopo qualche esitazione, di riprendere l'analisi con il dott. Ryan. Prima che Ed McCarthy parta per San Francisco con Childan, saluta il suo amante Jack. Sulla strada, i due vengono attaccati dai ladri e derubati della maggior parte dei loro averi. Dörmer gira come parte del cosiddetto "Progetto 0" un film sull'emergere delle nuove Americhe e fa amicizia con la giornalista interessata Thelma Harris, le due si baciano intimamente. A San Francisco, la polizia giapponese reprime con forza una protesta dei cittadini che manifestavano contro la mancanza di petrolio. Kido trova anche volantini con disegni di Frank Frink e lo cerca. Juliana incontra di nuovo Joe e fa l'amore con lui. Chiede il suo aiuto per il viaggio a Lackawanna nelle Montagne Poconos in Pennsylvania nel Reich tedesco, dove vuole indagare sul tunnel. Wyatt vede Juliana a San Francisco. Joe ottiene informazioni su Tagomi attraverso un intermediario e si avvicina silenziosamente a Tagomi, al buio e da dietro tenendolo sotto tiro.

## Il nuovo colosso
- Titolo originale: The New Colossus
- Diretto da: Daniel Percival
- Scritto da: Wesley Strick

### Trama
A causa di una pattuglia giapponese che si avvicina, Joe non può uccidere Tagomi. Childan segue McCarthy al suo ritorno a Denver. I residenti di Sabra sono favorevoli a consentire a Frank di restare con loro nonostante il pericolo che la sua scoperta pone loro. Helen Smith continua la sua terapia dal dottor Ryan, minacciato da John Smith, se non presta attenzione alla massima discrezione riguardo alle informazioni che potrebbe ottenere. Hoover, nel frattempo, ha scoperto che John Smith voleva che suo figlio Thomas fosse rapito in Sud America per mantenere segreto il suo disturbo genetico, e sta per provare che Helen Smith ha commesso l'omicidio della moglie di Adler. Cerca di ricattare John Smith per farlo ritirare prematuramente. Ma Smith è in possesso di informazioni che potrebbero esporre Hoover. Così che Hoover tradisca Rockwell, e alla presenza di Himmler, dichiara inesistenti e solo congetture le accuse sulla malattia ereditaria e degli omicidi di Smith. Himmler allora accusa Rockwell come traditore e lo sostituisce come Reichsmarschall con John. Questi poi lo fa pugnalare a morte nel suo esilio cubano. Thelma viene inaspettatamente intercettata da  John Smith quando lascia l'appartemento di Nicole, dopo aver passato con lei la notte. Nicole propone di sostituire la Statua della Libertà (nel ambito del piano di propaganda che prevede la distruzione e la sostituzione di tutti i simboli propri di quelli che erano gli Stati Uniti) con una statua che vede anche Thomas Smith, insieme a suo figlio Thomas, come il nuovo "Colosso". Juliana apprende da Joe che è stato costretto a uccidere suo padre, scopre informazioni segrete su Lackawanna e sul progetto collaterale nella valigia di Joe stesso, prima di ucciderlo con un colpo mortale alla gola dopo essere stata minacciata.

## La storia finisce
- Titolo originale: History Ends
- Diretto da: Meera Menon
- Scritto da: Elizabeth Benjamin e Kalen Egan

### Trama
Kido dirige le indagini sull'omicidio di Joe in un bordello. Attraverso la testimonianza di una prostituta sospetta di Juliana. Tagomi riceve da Juliana in forma anonima i documenti della valigia di Joe sul progetto incidentale che un tempo apparteneva a Wexler e su Tagomi stesso, che passa il dossier su se stesso a Kido, che vede quindi il pericolo di un attacco alla vita di Tagomi. Dopo che Kido ha anche informato John Smith sull'omicidio, John col consenso di Himmler invia Hoover a San Francisco per chiarire l'omicidio, se possibile prima che vi riescano i giapponesi. Ma a sua insaputa, Himmler manda un nuovo giovane agente lì per continuare il lavoro di Joe. Nel frattempo, Juliana si reca a Denver con l'aiuto di Wyatt nella zona neutrale e da lì - insieme a Lem Washington – si reca a Cheyenne, dove spera di parlare con Hawthorne Abendsen, l'uomo nell'alto castello. Il Dr. Mengele sveglia la viaggiatrice Fatima Hassan dal coma indotto presso l'Istituto Ahnenerbe. Quando John Smith le chiede del film che aveva con sé, improvvisamente scompare senza lasciare traccia. Helen Smith continua la sua terapia con il Dott. Ryan. Childan torna a casa a San Francisco dopo la vendita di un gioiello, mentre Ed McCarthy riceve una visita da Sampson, che lo informa che Frank Frink è ancora vivo, e poi si lascia condurre da lui. Frank lo accoglie solennemente nella comunità locale e celebra il futuro con i fedeli; John Smith giura pubblicamente a New York City, in presenza di Himmler come Reichsmarschall del Nord America, ed Himmler proclama l'inizio del futuro e dell'anno 0.

## Eccesso di Animus
- Titolo originale: Excess Animus
- Diretto da: Steph Green
- Scritto da: Dre Ryan

### Trama
Kido fa giustiziare il sergente Nakamura, perché aveva collaborato illegalmente con l'intermediario della Yakuza Russell Sato, dal quale Joe aveva ottenuto le informazioni su Tagomi. Helen Smith ha un sogno erotico su una sessione di terapia presso il dott. Ryan. In una vera sessione di terapia con lui, il dottore le consiglia di rianimare la sua vita amorosa con suo marito, quindi si sente di nuovo meglio. Il Dr. Mengele informa John Smith che l'Ahnenerbe Institute sta costruendo una macchina per consentire il viaggio tra gli universi. Per impedire ai nazisti di raggiungere il mondo vicino, Juliana vuole recarsi a Lackawanna. Juliana e Wyatt si recano prima a Cheyenne dove si consultano con l'uomo nell'alto castello, poi a Denver, dove Wyatt cerca di procurarle un falso passaporto tedesco. Juliana spera anche di trovare aiuto a Sabra nella sua ricerca per liberare il mondo dai nazisti, e incontra per caso Frank ed Ed. Sampson a Denver, apprende quanto siano pericolosi due cacciatori di taglie, che hanno recentemente cercato il loro collega ucciso dagli ebrei di Sabra. Thelma e Nicole si avvicinano sentimentalmente sempre di più nonostante i rischi. Himmler informa John Smith che l'ordine di liquidare Tagomi è stato revocato. Dopo questo John è così perso nei suoi pensieri che trascura sua moglie. Childan torna a San Francisco e trova la sua ex attività abitata da giapponesi. Prenota una prostituta senza essere in grado di pagarla per intero, e quindi viene picchiato dalla Yakuza. Ubriaco e disperato, fa irruzione nel suo ex negozio cercando di rubare oggetti. Viene arrestato, Kido gli chiede di Ed e Jack. Tagomi chiede a Kido di risparmiare Juliana e lo informa, in cambio, dell'esistenza del mondo laterale.

## Kasumi (Attraverso le nebbie)
- Titolo originale: Kasumi (Through the Mists)
- Diretto da: Jennifer Getzinger
- Scritto da: William N. Fordes

### Trama
Sotto gli occhi di Himmler, la Liberty Bell si scioglie in occasione dell'imminente celebrazione per l'anno 0 e un'enorme svastica con il metallo liquido viene prodotta. Juliana vuole convincere i residenti di Sabra proiettando i film che mostrano la sconfitta dei nazisti. Tuttavia, quasi nessuno ci crede. Sospetta che la macchina nazista, che serve a viaggiare tra gli universi, sia nel tunnel di Lackawanna e vuole andarci per distruggerla. Wyatt acquista il passaporto di Juliana da un uomo che sospetta sia un traditore, spara, lo uccide e accompagna Juliana nel Reich tedesco. L'agente segreto nazista Hans si avvicina a Tagomi per ucciderlo ma viene ucciso dallo stesso Tagomi. La polizia giapponese scarica il corpo di Hans di fronte all'ambasciata tedesca. Indignato, Himmler respinge la domanda degli Stati del Pacifico per la fine dell'embargo petrolifero, sebbene i giapponesi minaccino la guerra. Kido premia Childan per la sua testimonianza contro Ed e Jack, gli restituisce il suo negozio e, con Sato, raggiunge la zona neutrale in cerca di Frank; qui chiede anche di Jack. In una sessione di terapia con il Dr. Ryan Helen critica le leggi sulla purezza razziale e lo bacia brevemente. Ryan informa immediatamente suo marito, che le dice di interrompere la terapia con il Dr. Ryan. Dörmer e Harris sono sorprese in un locale per sole donne ed Harris viene arrestata. Quando Wyatt e Juliana raggiungono il confine tedesco, una guardia di frontiera nazista nota che il passaporto di Juliana è falso. L'amico di Wyatt, il nazista Danny Carter, cerca di permettere loro di attraversare il confine ugualmente, ma muore nello scontro a fuoco con le restanti guardie di frontiera. Essendo rimasto incustodito, Wyatt e Juliana attraversano il confine.

## Baku
- Titolo originale: Baku
- Diretto da: Deborah Chow
- Scritto da: Chris Collins e Chris Wu

### Trama
Tagomi si rivolge a John Smith per organizzare un incontro nella Zona Neutrale con lui. Smith sceglie la vecchia fattoria già residenza dell'uomo dell'alto castello vicino a Boulder come luogo per l'incontro, per porre fine all'embargo petrolifero. Tagomi dà a Smith la disponibilità dei giapponesi di restituire 15 disertori nazisti, che si trovano negli Stati del Pacifico. Inoltre, Tagomi fa sapere a Smith che i giapponesi sanno della macchina per accedere ai mondi paralleli. Nella fattoria Smith scopre una foto che mostra la coppia Abendsen, e successivamente li individua. Mentre John è lontano da casa, Helen rifiuta ad un'infermiera il test per la figlia Jennifer e fugge con le sue figlie verso una casa al mare. Nel frattempo, Wyatt e Juliana sono arrivati nel Reich tedesco nel ristorante dell'amico di Wyatt, Vince Cippolini. Juliana riconosce Chuck, uno dei dipendenti di Vince, da una delle sue visioni. Wyatt, Juliana e Chuck si dirigono verso le Montagne Poconos e scoprono che l'accesso al tunnel ove è la macchina per accedere ai mondi paralleli è pesantemente sorvegliato. Tenteranno ugualmente di entrarvi attraverso un tunnel vicino. Sampson uccide i due cacciatori di taglie. Ed e Frank disegnano dei murales a Denver contro l'oppressione nazista e attirano grande attenzione. Tuttavia Frank viene arrestato da Kido, che in seguito lo giustizia nei pressi di un ex campo di concentramento americano utilizzato durante la guerra.

## Jahr Null
- Titolo originale: Jahr Null
- Diretto da: Daniel Percival
- Scritto da: Eric Overmyer e Wesley Strick

### Trama
Avendo in ostaggio sua moglie Caroline, Smith cerca di far parlare Hawthorne Abendsen. Smith si unisce quindi a Himmler alla prova di funzionamento della macchina di Mengele nella galleria Lackawanna. Poiché uno dei quattro “volontari” impiegati riesce a fare il "salto" nel mondo parallelo, Himmler lo celebra come un grande successo e assegna come obiettivo dei test un tasso di riuscita del 100%. Juliana, Wyatt e i loro aiutanti mentre stanno osservando il test, attirano involontariamente l'attenzione dei nazisti. Mentre Wyatt può scappare, Juliana viene catturata. Himmler ordina la sospensione dell'embargo sul petrolio in modo che i giapponesi non disturbino le ulteriori prove della macchina. Smith scopre che Hawthorne Abendsen lavorò sotto il nome di Abe Hawks negli anni '40 al servizio dell'immagine dell'esercito americano. Helen dice a suo marito che è fuggita con le bambine, perché non lo sopportava più. Himmler proclama solennemente l'anno 0 a New York City e lascia che la Statua della Libertà venga distrutta scenograficamente. Quindi fa arrestare Nicole Dörmer a causa della sua omosessualità per inviarla a Berlino in un istituto di rieducazione. Mentre sono in corso violenti scontri di nazisti contro i dissidenti nelle strade di New York, i resistenti Richie e Wyatt, riescono con un fucile di precisione da un grattacielo vicino, a ferire gravemente Himmler e fuggire in tempo. Ed e Jack tornano da Childan e lo informano della morte di Frank. Insieme, srotolano uno stendardo contro l'occupazione in onore di Frank dalla Coit Tower di San Francisco. Hawthorne Abendsen dice a Smith che le persone possono viaggiare nei mondi laterali solo se le loro copie in questi mondi non sono più in vita. Quando Smith nota delle vibrazioni nella cella di Juliana, accorre e le spara, ma non può più impedirle di trasferirsi in un mondo parallelo. Wyatt da parte sua inizia a diffondere i film contro l'occupazione.